# IC 1374
IC 1374 ist eine Spiralgalaxie vom Hubble-Typ S im Sternbild Aquarius auf der Ekliptik. Sie ist schätzungsweise 481 Millionen Lichtjahre von der Milchstraße entfernt.
Das Objekt wurde am 5. Oktober 1891 von Stéphane Javelle entdeckt.